# Santa Genoveva
Santa Genoveva är en ort i Mexiko.   Den ligger i kommunen Epitacio Huerta och delstaten Michoacán de Ocampo, i den sydöstra delen av landet, 150 km nordväst om huvudstaden Mexico City. Santa Genoveva ligger 2 497 meter över havet och antalet invånare är 163.
Terrängen runt Santa Genoveva är huvudsakligen kuperad, men den allra närmaste omgivningen är platt. Runt Santa Genoveva är det ganska tätbefolkat, med 72 invånare per kvadratkilometer. Närmaste större samhälle är Amealco, 12,6 km öster om Santa Genoveva. I omgivningarna runt Santa Genoveva växer huvudsakligen savannskog.